# Monsteroux-Milieu
Monsteroux-Milieu este o comună în departamentul Isère din sud-estul Franței. În 2009 avea o populație de 22 de locuitori.

## Evoluția populației
| An        | 1975 | 1982 | 1990 | 1999 | 2006 | 2009 |
| --------- | ---- | ---- | ---- | ---- | ---- | ---- |
| Populație | 30   | 48   | 64   | 20   | 21   | 22   |